# Исак Башевис Сингер
Исак Башевис Сингер (хебр. יצחק באַשעוויס זינגער, Isaac Bashevis Singer; Леонћин, 14. јул 1904 — Серфсајд, 24. јул 1991), јеврејски је књижевник и добитник Нобелове награде за књижевност 1978. Водећа личност у јидишком књижевном покрету, награђен је са две Националне награде за књижевност САД, једном за књижевност за децу за своје мемоаре Дан задовољства: Приче дечака који одраста у Варшави (1970) и једну за белетристику за своју колекцију Круна од перја и друге приче (1974).

## Биографија
Рођен у Пољској, која је тада била део Руске Империје, у градићу Леонћину, 14. јула 1904. године, у рабинској породици, Исак Башевис Сингер је јеврејско образовање стекао у верској школи свога оца, и стекао статус рабина. Тим послом се никада није бавио, као ни његов старији брат Израел Јешуа Сингер, касније познат писац јидиша.
Године 1925. Сингер на конкурсу једног варшавског листа за причу осваја прву награду, потом, све чешће пише приче, новеле и штампа их по јидиш новинама и часописима. Мада се ослањао на традицију фантастике у домицилној књижевности, писао је о савременим ликовима и њиховим проблемима, али је дуго избегавао сложеније социјалне конотације.
Сингер, 1935. године, пред надирућим нацизмом, одлази, за братом, у САД, у Њујорк, где наставља да пише уметничку прозу, радећи и за јидиш новине. Павковић истиче: „Свет реалности и маште, демона и људи се у његовим прозама неодвојиво мешају у динамичну и провокативну литературу, какву јидиш књижевност до тада није познавала.”
Дело му је посвећено Јеврејима источне Европе који су живели по гетоима и јеврејским емигрантима у Америци. Избором матерњег језика, дуго је био осуђен на врло узак круг читалаца јидиша (на који је и преводио – Кнута Хамсуна, Ремарка, „Чаробни брег” Томаса Мана).
После објављивања приповетке „Гимпел Луда”, 1953. године, у енглеском преводу Сола Белоуа, на велика врата улази у светску књижевност. Преводе га све више, већ средином шездесетих један је од најпопуларнијих писаца у Америци. Пуну светску репутацију стиче добијањем Нобелове награде, 1978. године. Преминуо је 24. јула 1991. године у Мајамију.
Аутор је низ збирки прича, попут чувене „Метузалемова смрт и друге приче”, и славних романа, преведених и на српски: „Мађионичар из Лублина”, „Сотона у Горају”, „Лудак”, „Непријатељи”, „Роб”, „Сенке на Хадсону”... Аутобиографско дело је „У судници мог оца”.

## Наслеђе и почасти
- Јеврејски књижни савет за Робове, 1963.[20]
- Награда Ицик Мангер, 1973.[21]
- Национална награда за књигу (Сједињене Америчке Државе), 1974.[22]
- Нобелова награда за књижевност, 1978.
- Увођење у Јеврејско-америчку кућу славних[23]

## Објављени радови
Напомена: Датуми објављивања се односе на енглеска издања, а не на оригинале на јидишу, који често претходе верзијама у преводу 10 до 20 година.

### Новеле
- Satan in Goray (serialized: 1933, book: 1935)—Yiddish original: דער שטן אין גאריי
- Eulogy to a Shoelace—Yiddish original: די קלײנע שוסטערלעך
- The Family Moskat (1950)—Yiddish original: די פאמיליע מושקאט
- The Magician of Lublin (1960)—Yiddish original: דער קונצנמאכער פון לובלין
- The Slave (1962)—Yiddish original: דער קנעכט
- The Manor (1967)
- The Estate (1969)
- Enemies, a Love Story (1972)—Yiddish original: שׂונאים. געשיכטע פֿון אַ ליבע
- The Wicked City (1972)
- Shosha (1978)
- Old Love (1979)
- Reaches of Heaven: A Story of the Baal Shem Tov (1980)
- The Penitent (1983)—Yiddish original: דער בעל תשובה
- Teibele and Her Demon (1983) (play)
- The King of the Fields (1988)
- Scum (1991)
- The Certificate (1992)[24]
- Meshugah (1994)[24]
- Shadows on the Hudson (1997)

### Збирке кратких прича
- Gimpel the Fool and Other Stories (1957)—Yiddish original: גימפּל תּם
- The Spinoza of Market Street (1961)
- Short Friday and Other Stories (1963)
- The Séance and Other Stories (1968)
- A Friend of Kafka and Other Stories (1970)
- The Fools of Chelm and Their History (1973)
- A Crown of Feathers and Other Stories (1974)—shared the National Book Award, fiction, with Gravity's Rainbow by Thomas Pynchon[16]
- Passions and Other Stories (1975)
- Old Love (1979)
- The Collected Stories (1982)
- The Image and Other Stories (1985)
- The Death of Methuselah and Other Stories (1988)

### Књижевности за децу
- Zlateh the Goat and Other Stories, illustrated by Maurice Sendak (1966) – runner up for the Newbery Medal (Newbery Honor Book)[25]
- Mazel and Shlimazel, illus. Margot Zemach (1967)
- The Fearsome Inn, illus. Nonny Hogrogian (1967) – Newbery Honor Book[25]
- When Shlemiel Went to Warsaw and Other Stories, illus. Margot Zemach (1968) – Newbery Honor Book[25]—Yiddish original: ווען שלימואל איז געגאנגען קיין ווארשע
- The Golem, illus. Uri Shulevitz (1969)
- Elijah the Slave: A Hebrew Legend Retold, illus. Antonio Frasconi (1970)
- Joseph and Koza: or the Sacrifice to the Vistula, illus. Symeon Shimin (1970)
- Alone in the Wild Forest, illus. Margot Zemach (1971)
- The Topsy-Turvy Emperor of China, illus. William Pène du Bois (1971)
- The Wicked City, illus. Leonard Everett Fisher (1972)
- The Fools of Chelm and Their History, illus. Uri Shulevitz (1973)
- Why Noah Chose the Dove, illus. Eric Carle (1974)
- A Tale of Three Wishes, illus. Irene Lieblich (1975)
- Naftali and the Storyteller and His Horse, Sus, illus. Margot Zemach (1976)
- The Power of Light – Eight Stories for Hanukkah, illus. Irene Lieblich (1980)
- Yentl the Yeshiva Boy, illus. Uri Shulevitz (1983)
- Stories for Children (1984) – collection
- Shrew Todie and Lyzer the Miser and Other Children's Stories (1994)
- The Parakeet Named Dreidel (2015)

### Нефикција
- The Hasidim (1973)

### Аутобиографска дела
- Singer, Isaac Bashevis (1967) [1963], In My Father's Court, NY: Farrar, Straus & Giroux—Yiddish original: מיין טאטנ'ס בית דין שטוב
- Singer, Isaac Bashevis (1969), A Day of Pleasure, Stories of a Boy Growing Up in Warsaw, New York: Doubleday. National Book Award, Children's Literature[15]
- Singer, Isaac Bashevis (1976), A Little Boy in Search of God, New York: Doubleday.
- Singer, Isaac Bashevis (1978), A Young Man in Search of Love, New York: Doubleday.
- Singer, Isaac Bashevis (1981), Lost in America, New York: Doubleday.
- Singer, Isaac Bashevis (1984), Love and exile, New York: Doubleday.
- Singer, Isaac Bashevis (1999), More Stories from My Father's Court, NY: Farrar, Straus & Giroux

### Кратке приче
- Singer, Isaac Bashevis (1963), The New Winds, NY.
- Singer, Isaac Bashevis (пролеће 1968), Mirra Ginsburg transl., „Zeitl and Rickel”, The Hudson Review, 20th Anniversary Issue, 21 (1): 127—37, JSTOR 3849538, doi:10.2307/3849538.

### Сабрана дела
- Singer, Isaac Bashevis (2004),  Stavans, Ilan, ур., Stories, 1, Library of America, ISBN 978-1-931082-61-7.
- ——— (2004),  ———, ур., Stories, 2, Library of America, ISBN 978-1-931082-62-4.
- ——— (2004),  ———, ур., Stories, 3, Library of America, ISBN 978-1-931082-63-1.

### Филмови и сценске продукције по Сингеровим делима
- Enemies, A Love Story (1989)
- Love Comes Lately (2007)
- The Magician of Lublin (1979)
- Yentl (1983)
- Mr. Singer's Nightmare or Mrs. Pupkos Beard[26]
- Fool's Paradise